# José Antonio Fernández Pomares
José Antonio Fernández Pomares, meglio noto come Josan (Crevillent, 3 dicembre 1989), è un calciatore spagnolo, centrocampista dell'Elche.

## Caratteristiche tecniche
È un esterno sinistro.

## Carriera
Cresciuto nel settore giovanile dell'Elche, nel 2008 ha esordito con l'Horadada, club militante nella quinta divisione spagnola. Nel 2013 ha raggiunto per la prima volta la Segunda División B con il La Hoya Lorca e negli anni successivi si è alternato fra terza e seconda serie, raggiungendo la La Liga Santander con l'Elche nel 2020.

## Statistiche

### Presenze e reti nei club
Statistiche aggiornate al 17 giugno 2023.
| Stagione        | Squadra         | Campionato      | Campionato | Campionato | Coppe nazionali | Coppe nazionali | Coppe nazionali | Coppe continentali | Coppe continentali | Coppe continentali | Altre coppe | Altre coppe | Altre coppe | Totale | Totale | Totale |
| Stagione        | Squadra         | Comp            | Pres       | Reti       | Comp            | Pres            | Reti            | Comp               | Pres               | Reti               | Comp        | Pres        | Reti        | Pres   | Reti   |        |
| --------------- | --------------- | --------------- | ---------- | ---------- | --------------- | --------------- | --------------- | ------------------ | ------------------ | ------------------ | ----------- | ----------- | ----------- | ------ | ------ | ------ |
| 2013-2014       | La Hoya Lorca   | SDB             | 35+2       | 5+0        | CR              | 1               | 0               | -                  | -                  | -                  | -           | -           | -           | 38     | 5      |        |
| 2014-2015       | Huesca          | SDB             | 28+5       | 2+1        | CR              | 4               | 0               | -                  | -                  | -                  | -           | -           | -           | 37     | 3      |        |
| 2015-gen.2016   | Alcorcón        | SD              | 0          | 0          | CR              | 1               | 0               | -                  | -                  | -                  | -           | -           | -           | 1      | 0      |        |
| gen.2016-2016   | UCAM Murcia     | SDB             | 16+4       | 2+0        | CR              | 0               | 0               | -                  | -                  | -                  | -           | -           | -           | 20     | 2      |        |
| 2016-2017       | Albacete        | SDB             | 32+6       | 3          | CR              | 3               | 0               | -                  | -                  | -                  | -           | -           | -           | 41     | 3      |        |
| 2017-gen.2018   | Albacete        | SD              | 4          | 0          | CR              | 1               | 0               | -                  | -                  | -                  | -           | -           | -           | 5      | 0      |        |
| Totale Albacete | Totale Albacete | Totale Albacete | 42         | 3          |                 | 4               | 0               |                    | -                  | -                  |             | -           | -           | 46     | 3      |        |
| gen.2018-2018   | Elche           | SDB             | 13+6       | 0+0        | CR              | 0               | 0               | -                  | -                  | -                  | -           | -           | -           | 19     | 0      |        |
| 2018-2019       | Elche           | SD              | 31         | 3          | CR              | 2               | 0               | -                  | -                  | -                  | -           | -           | -           | 33     | 3      |        |
| 2019-2020       | Elche           | SD              | 38+4       | 1+0        | CR              | 2               | 0               | -                  | -                  | -                  | -           | -           | -           | 44     | 0      |        |
| 2020-2021       | Elche           | PD              | 33         | 4          | CR              | 2               | 0               | -                  | -                  | -                  | -           | -           | -           | 35     | 4      |        |
| 2021-2022       | Elche           | PD              | 31         | 2          | CR              | 3               | 0               | -                  | -                  | -                  | -           | -           | -           | 34     | 2      |        |
| 2022-2023       | Elche           | PD              | 26         | 1          | CR              | 2               | 0               | -                  | -                  | -                  | -           | -           | -           | 28     | 1      |        |
| Totale Elche    | Totale Elche    | Totale Elche    | 182        | 11         |                 | 11              | 0               |                    | -                  | -                  |             | -           | -           | 193    | 11     |        |
| Totale Carriera | Totale Carriera | Totale Carriera | 314        | 23         |                 | 21              | 0               |                    | -                  | -                  |             | -           | -           | 335    | 23     |        |